# Miseno (goletta)
La Miseno è stata una goletta ad elica della Regia Marina, utilizzata principalmente come nave scuola.

## Caratteristiche
Progettata dal colonnello del Genio Navale Bigliati, la nave formava insieme alla gemella Palinuro una classe di due unità, le prime (ed uniche) golette della Regia Marina con scafo in acciaio. Nonostante la loro classificazione quali golette, le due navi, per via del loro armamento velico – alberi di trinchetto e maestra a vele quadre –, erano di fatto dei brigantini. 

La nave agli inizi del '900, durante una campagna d'istruzione come nave scuola Mozzi.

 Le Miseno furono le migliori unità di questa tipologia della Regia Marina, in virtù delle loro dimensioni e della solidità della loro costruzione in acciaio. Si trattava di buone veliere, con eccellenti caratteristiche nautiche, aventi però un difetto nel ritardo della virata in prua.
Avendo ormai la vela una funzione secondaria, gli alberi erano piuttosto bassi in rapporto alla grandezza dello scafo, e ciò garantiva una maggiore stabilità. Essendo poi state concepite come navi scuola ed all'occorrenza come navi coloniali, che avrebbero dovuto trascorrere molto tempo in ambienti estremamente caldi, le due golette avevano locali abbastanza ampi e dotati di una buona aerazione, in modo da garantirne una discreta abitabilità anche nelle aree calde.

L'apparato motore era semplice ed affidabile, costituito da una singola caldaia a tubi d'acqua, che alimentava una potente macchina alternativa a vapore prodotta dalla ditta genovese Cravero. La macchina della Miseno sviluppava una potenza di 407 HP (300 kW) – leggermente minore rispetto a quella della Palinuro, che, per eguagliare le prestazioni della capoclasse pur essendo di dimensioni leggermente maggiori, aveva una macchina più potente (ne conseguiva anche una maggiore scorta di carbone, 95 tonnellate sulla Palinuro ed 85 sulla Miseno) – ed azionava una singola elica, consentendo una velocità massima di 10 nodi ed un'autonomia di 3600 miglia a tale velocità. 

La Miseno in navigazione dopo l'introduzione delle doppie gabbie.

 Alle prove in mare, effettuate il 21 luglio 1887, la Miseno, con un dislocamento medio alle prove di 519 tonnellate, sviluppò una potenza di 407 HP (300 kW), raggiungendo una velocità di 10,27 nodi, con 90 giri dell'elica al minuto.
L'armamento delle due golette era composto da due cannoni da 120 mm ed altrettanti cannoncini Hotchkiss da 37 mm. Originariamente le due unità erano prive di castello di prua, che venne poi aggiunto sotto forma di una copertura che dall'estrema prua giungeva sino all'albero di trinchetto: tali lavori vennero eseguiti sulla Misenonel 1895 e comportarono anche la sostituzione dell'alberatura, che venne dotata di controvelacci. A seguito di nuove modifiche, nel 1905, le navi vennero dotate di doppie gabbie.
Le principali differenze tra le due navi erano costituite dalle dimensioni, dato che la Miseno aveva dislocamento e pescaggio minori, oltre ad un apparato motore meno potente. Un'altra differenza era costituita dalla posizione dei parasartie, interni sulla Miseno ed esterni sulla Palinuro.

## Storia

La Miseno appena ultimata, con colorazione coloniale chiara, in procinto di partire per il Mar Rosso.

Costruita nei cantieri di Castellammare di Stabia (come scafo numero 74) tra il 1885 ed il giugno 1887, la Miseno venne immediatamente dislocata in Mar Rosso, come stazionaria a Massaua ed Assab, dove permase per alcuni anni, adibita a compiti di vigilanza sulle coste, lotta al traffico di schiavi e supporto all'operato degli agenti consolari del Regno d'Italia. La goletta tornò in Italia nel 1891.
Dopo il ritorno in Italia la nave venne destinata alla Scuola Nocchieri e Timonieri, dato che l'armamento velico a brigantino era particolarmente adatto alle necessità addestrative di una nave scuola.

La Miseno fotografata a Bona nel 1908, nel corso di una campagna d'istruzione.

La Miseno effettuò pertanto, tutti gli anni dal 1891 al 1915, numerose crociere a vela d'istruzione nelle acque del Mar Mediterraneo, frequentemente insieme alla Palinuro ed alla corvetta Caracciolo. Durante tali viaggi la Miseno ebbe ripetutamente modo di prestare aiuto a navi in difficoltà.
Nel gennaio 1901 un membro dell'equipaggio dell'unità, il sottocapo timoniere Ferruccio Boni, venne arrestato e sospeso dal grado per un mese, non essendo tornato a bordo dopo essere stato inviato a terra per procurare delle provviste. Nell'agosto dello stesso anno la goletta, agli ordini del comandante Ferretti, superò un violento fortunale di libeccio nel golfo della Spezia, perdendo un pennone, un parrocchetto ed il bompresso. Nel maggio 1913 Miseno e Palinuro, partite da La Spezia, si recarono in Libia.
Tra il luglio ed il novembre 1914 le due unità (la Miseno era comandata dal tenente di vascello Vannutelli) lasciarono La Spezia per una nuova campagna d'istruzione, con scali previsti a Barcellona, Porto Maohn, Malta, Tobruk, Tripoli e Messina. Nel settembre 1914, a seguito della riorganizzazione della flotta, Miseno e Palinuro vennero assegnate alla Divisione navi scuola del contrammiraglio Cerri, insieme alle vecchie corazzate Re Umberto, Sicilia e Sardegna, all'incrociatore corazzato Carlo Alberto ed all'ariete torpediniere Liguria.
Nel corso della prima guerra mondiale, dal 1915 al 1918, la Miseno venne utilizzata come nave scuola dall'Accademia Navale, con base a La Spezia. Sul finire del conflitto, nel 1918, la goletta venne utilizzata per qualche tempo per il trasporto di truppe e rifornimenti sulle rotte dell'Albania, sotto il controllo del Comando Superiore Navale in Albania.
Giudicata ormai anziana ed inutile per qualsiasi servizio, anche per quello di nave scuola, la Miseno, così come la gemella Palinuro, venne radiata il 10 settembre 1920, e successivamente avviata alla demolizione. Uno degli alberi della nave, alto 27 metri ed in acciaio chiodato, venne ceduto intorno alla metà degli anni venti all'Istituto tecnico dei trasporti e logistica Nautico San Giorgio di Genova, ove si trova tuttora: utilizzato come «albero di manovra» per l'addestramento pratico degli allievi dal 1930 agli anni '70, ha seguito l'Istituto San Giorgio anche nei suoi cambi di sede.